# Cliochinol
Cliochinolul este un chimioterapic cu proprietăți antifungice și antiprotozoarice din clasa derivaților de 8-hidroxichinolină, fiind utilizat în tratamentul unor infecții locale. Calea de administrare disponibilă este cea topică. Poate fi asociat cu glucocorticoizi în tratamentul afecțunilor cutanate inflamatorii asociate cu infecții cu microbi sensibili.